# Borbacha rubidaria
Borbacha rubidaria är en fjärilsart som beskrevs av Rothschild 1915. Borbacha rubidaria ingår i släktet Borbacha och familjen mätare. Inga underarter finns listade i Catalogue of Life.